# Centro de Convenciones de Los Ángeles
El Centro de Convenciones de Los Ángeles (abreviado en inglés como LACC) es un centro de convenciones ubicado en la parte sur del Centro de Los Ángeles. LACC alberga anualmente eventos como el Greater Los Angeles Auto Show, y el mundialmente famoso, la Electronic Entertainment Expo (E3), el evento de videojuegos más importante a nivel mundial. El centro de convenciones también se ha hecho famoso por albergar al Celebration IV. Entre los eventos más nuevos se destacan Erotica-LA (7 a 9 de junio de 2008), Anime Expo, (2 a 5 de junio de 2009), en donde más de 44.000 fanáticos llegaron en 2009, y también desde septiembre de 2008, se ha celebrado la fiesta de gala del Gobernador y los Primetime Emmys.
El lugar nombrado como "Convention Center Downtown" será sede de Esgrima, Taekwondo, Tenis de mesa, Judo, Lucha, y Carreras de BMX en los Juegos Olímpicos de Los Ángeles 2028.  